# Dalbello
Lisa Dal Bello (Weston, 22 mei 1959), ook bekend als Dalbello, is een Canadese muzikante. Tussen 1977 en 1981 bracht ze onder eigen naam drie pop/rockalbums uit om vervolgens vanaf 1984 meer alternatieve rock op te nemen, onder de naam Dalbello.

## Discografie
Als Lisa Dal Bello
- Lisa Dal Bello (1977)
- Pretty Girls (1979)
- Drastic Measures (1981)

Als Dalbello
- whomanfoursays (1984)
- She (1987)
- Whore (1996)
- Live at Rockpalast 1985 (2015)